# Človeško telo
Človéško teló sestavljajo glava, vrat, trup, dve roki, dve nogi in spolovila v dimljah, ki se pri moških in ženskah razlikujejo. Vsak del telesa sestavljajo različne celice. Ocenjujejo, da je v odraslem človeškem telesu približno 37,2 bilijonov celic. To število predstavlja delne podatke in začetno točko nadaljnih izračunov. Določeno je na osnovi števila vseh organov v telesu in vrst celic. Človeško telo sestavljajo določeni kemični elementi v različnih razmerjih.
Znanstvena veda, ki preučuje zgradbo telesa, je anatomija, fiziologija pa preučuje življenjske procese v njem.